# Stammliste von Moosburg
Stammliste der Grafen von Moosburg mit den in der Wikipedia vertretenen Personen und wichtigen Zwischengliedern.
Die mangelhafte, oft fehlerhafte, Quellenlage betrifft den gesamten Zeitraum aller Familienzweige. Gesicherte Daten sind urkundlich genannt, Geburts- und Sterbedaten o. g. Zeiträume jedoch oft ungesichert und nach höchstmöglicher Wahrscheinlichkeit der oft abweichenden Datenquellen unter Vorbehalt zu betrachten. Es bleiben genealogische Details, sogar die Zuordnung von Mitgliedern des Hauses, ungeklärt.

## Grafen von Moosburg
Die gesicherte Stammfolge beginnt mit Burkhard I. von Moosburg, urkundlich 10. Dezember 1055; ⚭ () N.N. (–). Sie hatten folgende Nachkommen:
A1. Burkhard II., Markgraf von Istrien (1093–1101), Vogt von Aquileia (1101), († vor 13. Februar 1107); ⚭ () Acica N.N. († nach 13. Februar 1107)
B1. Sohn, († vor 13. Februar 1107)
B2. Mathilde, urkundlich 1102 bis 1112, († nach 20. Januar 1112); ⚭ (vor 3. Oktober 1102) Konrad von Lurngau, Vogt von Aquileia, († (1107/vor 20. Januar 1112)), Sohn von Graf Udalschalk I. im Lurngau (vor 1070–(1115)) und Emma von Lechsgemünd (–(1100))
A2. Berthold, Gegenbischof von Salzburg (1085–1090 und 1097–1106), († (1115))
A3. Burkhard III., Vogt von St. Castulus und Isen, urkundlich 1093 bis 1133, († (11. Januar) nach 1133); ⚭ () N.N. (–)
B1. Burkhard IV., Vogt von St. Castulus und Isen (1133), urkundlich 1101 bis 1102 und um 1135, († (1138)); ⚭ I: () Adelheid von Lurngau († 10. März (vor 1120)), Tochter von Graf Udalschalk I. im Lurngau (vor 1070–(1115)) und Adelheid von Weimar (–(1122/vor 1124)); ⚭ II: () Gertrud (von Gern) († (15./16.) Februar (1175)), Tochter von (Adalbert von Gern)
C1. [I] Uto, urkundlich 1242
C2. [II] Adalbert I., Vogt von St. Castulus ((1145)), urkundlich um 1140, († 3. November (1147))
C3. [II] Burkhard V., Vogt von St. Castulus (1148), urkundlich 1147 bis 1161, (⚔ 11. Mai 1162 vor Mailand); ⚭ (vor 17. September 1161) Benedikta von Roning († 11. (Mai/August) (1205)), (⚭ II: () Ulrich von Stein und Roning († (1186/1189)), Sohn von Adalbert von Prunn und Stein (–(1160)) und N.N. (von Altmannstein) (–)), Tochter von Graf Konrad II. von Roning (–(1170/1171)) und Richinza (von Roning) (–)
D1. Konrad II., Graf von Moosburg (1179), Vogt von St. Castulus, urkundlich (1172) und (1217), († 31. März (1218)); ⚭ I: () Benedikta N.N. († 2. Juni ...); ⚭ II: () Hedwig (von Moosen) († 4. Juli ...), Tochter von (Bernhard III. von Moosen)
E1. [I] Konrad III., Graf von Moosburg (1219), urkundlich 1217 bis 1245, († (1. Dezember) nach 1245); ⚭ () N.N.
F1. Albert II., Graf von Moosburg (1249), urkundlich 1248, († 15. April 1260); ⚭ ()Mathilde N.N. († 30. Oktober ...)
G1. Konrad V., Graf von Moosburg (1279), urkundlich 1266, († 19. August 1281); ⚭ () Sophia von Wangen († (6./8./12.) September (nach 1325)), (⚭ II: () Hartmann VI. von Kirchberg und Brandenburg († 30. April 1298/12. Juni 1308)), Tochter von Beral von Wangen (–1271) und Agnes von Graisbach (–(1275/1287))
→Familie erloschen (ultimus familiae)
F2. Konrad IV., Graf von Moosburg (1249), Domherr zu Regensburg (vor 1257) resigniert, Graf von Rottenburg (1257), urkundlich 1248 bis 1278, († (1./3.) Februar (1279) vor 29. Januar 1280)
F3. Tochter; ⚭ () Otto von (Altmann)-Stein und Abensberg, urkundlich 1247 bis 1285, († nach 1285)
E2. [I] Heinrich, urkundlich 1217 bis 1231, († 6. Juni (1232))
E3. [I] Burkhard VI., Herr von Weier (1240), Graf von Grünbach (1255), († (23. August 1255/5. August 1259)); ⚭ () N.N., Witwe (1259)
E4. [I] Gertrud († (13. Juli/25. August) ...); ⚭ () Graf Berthold III. von Eschenlohe († 24. April (1260)), (⚭ I: () Mathilde von Tirol († 10. März (vor 1218)), Tochter von Heinrich I. von Tirol (–(1190/1202)) und Agnes von Wangen (–); ⚭ II: (vor 1218) Gräfin Sophie von Eppan († nach 1218), Tochter von Graf Egino von Ulten (–1210) und Irmgard von Ronsberg (–(1210/1220))), Sohn von Berthold II. von Iffeldorf und Eschenlohe (–nach 1204) und Heilwig (von Leuchtenberg) (–nach 1216)
C4. [II] Heinrich, († (7./8.) April ...)
B2. Konrad, († (1135))
B3. Heilika; ⚭ () Ulrich I. von Biburg und Stein, Vogt von Kloster Biburg, († 4. April (1165)), Sohn von Heinrich I. von Sittling und Biburg (–(1132)) und Bertha von Ratzenhofen (–nach 1133)
A4. Mathilde; ⚭ () Eberhard I. von Ratzenhofen, Abensberg
A5. Tochter; ⚭ () N.N. von Kager